# Nokia 6110
Nokia 6110 este telefon mobil lansat în decembrie 1997. Telefonul avea 3 jocuri Logic, Memory și jocul „Snake” a fost lansat pentru prima dată pe un Nokia 6110. Mai avea un Calendar, un calculator și ceas. A fost primul telefon care avea port infraroșu compatibil cu PC-ul, imprimanta și cu telefoanele din seria 6100.
Este primul telefon GSM care a folosit un procesor ARM, atunci ARM7-TDMI a fost licențiat de către Texas Instruments.
Bateria avea 900 mAh NI-MH care permitea până la 3.25 de ore de convorbire și până la 200 de ore în stand-by.